# Apakapur
L'Apakapur (in russo Апакапур?) è un fiume della Russia siberiana occidentale, affluente di sinistra del Vyngapur. Scorre nel Purovskij rajon del Circondario autonomo Jamalo-Nenec.
Il fiume scorre in una zona paludosa, piena di laghi del bassopiano della Siberia settentrionale; cambia spesso di direzione e termina in direzione nord-orientale sfociando nel Vyngapur a 131 km dalla foce. La lunghezza del fiume è di 174 km; il bacino è di 2 100 km². Lungo il suo corso, alla confluenza con il suo maggior affluente, il Čučujacha (lungo 85 km), si trova il villaggio di Chanymej.